# 鯖江陣屋
鯖江陣屋（さばえじんや）は、福井県鯖江市屋形町（越前国今立郡）にあった鯖江藩の藩庁である。

## 概要

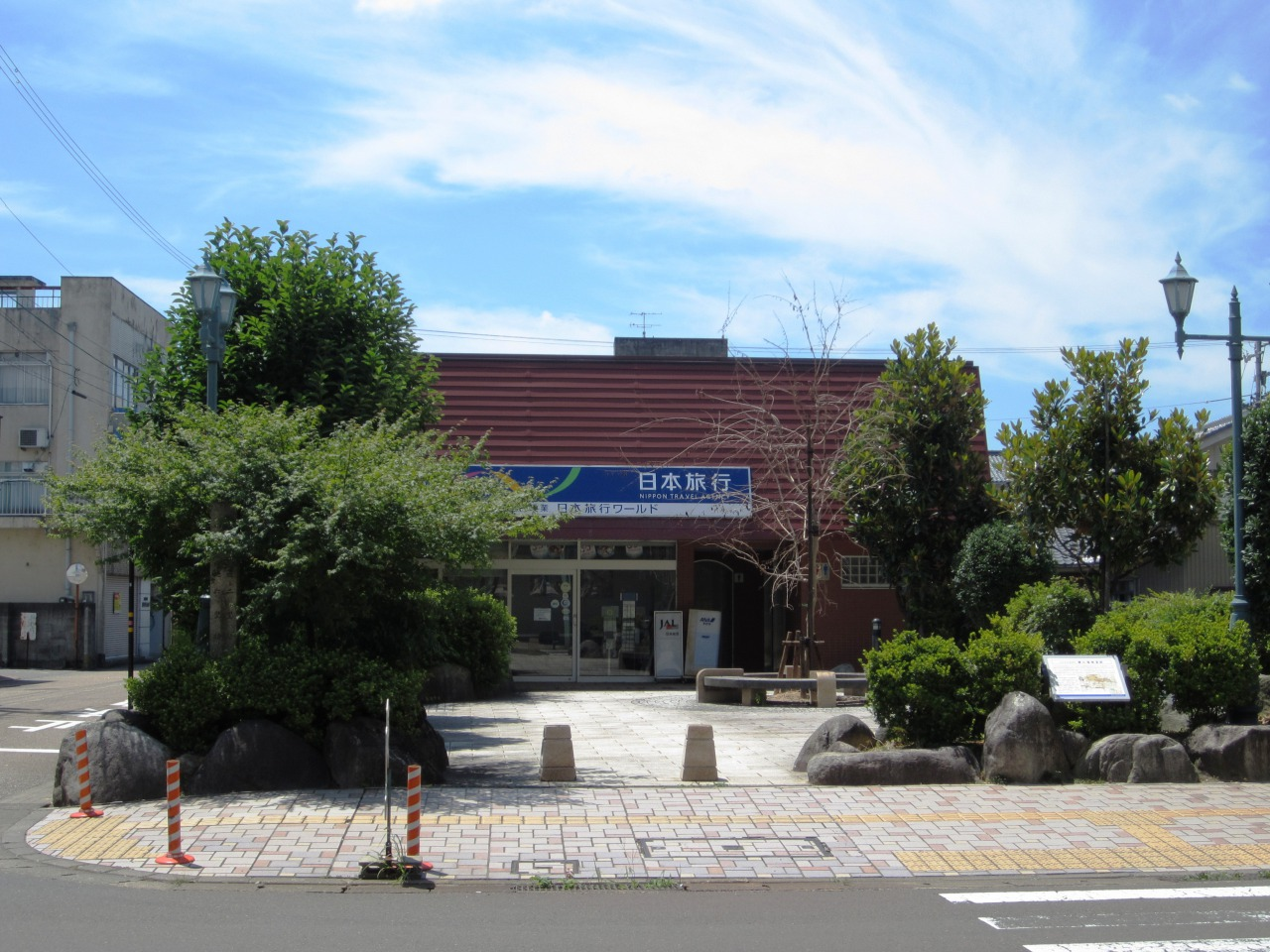
鯖江藩陣屋跡（福井県鯖江市本町）

間部氏は、もと甲楽師の出で6代将軍徳川家宣の側用人をした間部詮房（まなべあきふさ）が始まりである。8代将軍吉宗の代になると、詮房は老中職を解任され、越後国村上藩5万石に転封する。
享保5年（1720年）越後村上藩から詮房の弟詮言が5万石で入封したのに始まる。陣屋はそれまでにあった幕府の代官所を中心に築かれた。
陣屋の規模は13万坪に及び、町並み整備と供に、藩庁、御殿、家臣の屋敷が軒を連ねていた。お屋敷は北陸道の東側、それに北側の西山の麓に置かれた。
天保11年（1840年）間部詮勝が老中に就き、同時に城主格となり築城が許されたが、実現せずに終わった。
そして、安政の大獄の責任をとらされ1万石減封され4万石となった。9代詮道の代に明治維新を迎えた。

## 遺構
陣屋跡は市街地となり、公園に説明板がある他遺構はないが、御用屋敷門（赤門）が万慶寺裏門として移築されている。松阜（まつがおか）神社境内に受福堂御門（市指定文化財）が移築現存する。